# Aire urbaine d'Ajaccio
L'aire urbaine d'Ajaccio est une aire urbaine française centrée sur la ville d'Ajaccio.

## Caractéristiques
D'après la définition qu'en donne l'INSEE, l'aire urbaine d'Ajaccio est composée de 46 communes, situées dans la Corse-du-Sud. Ses 100 621 habitants font d'elle la 90e aire urbaine de France.
Une seule commune de l'aire urbaine est un pôle urbain.
Le tableau suivant détaille la répartition de l'aire urbaine sur le département (les pourcentages s'entendent en proportion du département) :
| Département  | Communes | Communes (%) | Superficie (km²) | Superficie (%) | Population (2011) | Population (%) |
| ------------ | -------- | ------------ | ---------------- | -------------- | ----------------- | -------------- |
| Corse-du-Sud | 46       | 37,1         | 1 001,86         | 25,0           | 100 621           | 69             |

## Communes
Voici la liste des communes françaises de l'aire urbaine d'Ajaccio.
| Code INSEE | Commune              | Type                  | Département  | Superficie (km²) | Population (1999) | Densité (hab./km²) |
| ---------- | -------------------- | --------------------- | ------------ | ---------------- | ----------------- | ------------------ |
| 2A001      | Afa                  | Commune monopolarisée | Corse-du-Sud | +0011,84         | +0 0002 055,      | +00173,56          |
| 2A004      | Ajaccio              | Pôle urbain           | Corse-du-Sud | +0082,03         | +00052 880,       | +00644,64          |
| 2A006      | Alata                | Commune monopolarisée | Corse-du-Sud | +0030,37         | +0 0002 459,      | +00080,97          |
| 2A008      | Albitreccia          | Commune monopolarisée | Corse-du-Sud | +0045,76         | +00 000867,       | +00018,95          |
| 2A014      | Ambiegna             | Commune monopolarisée | Corse-du-Sud | +0006,12         | +000 00043,       | +0 0007,03         |
| 2A017      | Appietto             | Commune monopolarisée | Corse-du-Sud | +0034,41         | +0 0001 149,      | +00033,39          |
| 2A021      | Argiusta-Moriccio    | Commune monopolarisée | Corse-du-Sud | +0010,3          | +000 00077,       | +0 0007,48         |
| 2A022      | Arro                 | Commune monopolarisée | Corse-du-Sud | +0000,8          | +000 00051,       | +00063,75          |
| 2A026      | Azilone-Ampaza       | Commune monopolarisée | Corse-du-Sud | +0007,96         | +000 00093,       | +00011,68          |
| 2A027      | Azzana               | Commune monopolarisée | Corse-du-Sud | +0012,           | +000 00056,       | +0 0004,67         |
| 2A032      | Bastelicaccia        | Commune monopolarisée | Corse-du-Sud | +0018,21         | +0 0002 769,      | +00152,06          |
| 2A040      | Bocognano            | Commune monopolarisée | Corse-du-Sud | +0071,12         | +00 000343,       | +0 0004,82         |
| 2A048      | Calcatoggio          | Commune monopolarisée | Corse-du-Sud | +0022,65         | +00 000356,       | +00015,72          |
| 2A056      | Campo                | Commune monopolarisée | Corse-du-Sud | +0003,3          | +000 00077,       | +00023,33          |
| 2A060      | Cannelle             | Commune monopolarisée | Corse-du-Sud | +0003,41         | +000 00032,       | +0 0009,38         |
| 2A062      | Carbuccia            | Commune monopolarisée | Corse-du-Sud | +0014,35         | +00 000254,       | +00017,7           |
| 2A064      | Cardo-Torgia         | Commune monopolarisée | Corse-du-Sud | +0003,88         | +000 00032,       | +0 0008,25         |
| 2A085      | Cauro                | Commune monopolarisée | Corse-du-Sud | +0027,9          | +0 0001 060,      | +00037,99          |
| 2A098      | Coti-Chiavari        | Commune monopolarisée | Corse-du-Sud | +0063,33         | +00 000490,       | +0 0007,74         |
| 2A103      | Cuttoli-Corticchiato | Commune monopolarisée | Corse-du-Sud | +0030,37         | +0 0001 473,      | +00048,5           |
| 2A104      | Eccica-Suarella      | Commune monopolarisée | Corse-du-Sud | +0014,47         | +00 000684,       | +00047,27          |
| 2A117      | Forciolo             | Commune monopolarisée | Corse-du-Sud | +0006,88         | +000 00069,       | +00010,03          |
| 2A130      | Grosseto-Prugna      | Commune monopolarisée | Corse-du-Sud | +0031,56         | +0 0002 152,      | +00068,19          |
| 2A131      | Guagno               | Commune monopolarisée | Corse-du-Sud | +0042,72         | +00 000139,       | +0 0003,25         |
| 2A144      | Lopigna              | Commune monopolarisée | Corse-du-Sud | +0019,53         | +00 000112,       | +0 0005,73         |
| 2A181      | Ocana                | Commune monopolarisée | Corse-du-Sud | +0026,06         | +00 000394,       | +00015,12          |
| 2A209      | Peri                 | Commune monopolarisée | Corse-du-Sud | +0023,65         | +0 0001 140,      | +00048,2           |
| 2A228      | Pietrosella          | Commune monopolarisée | Corse-du-Sud | +0035,23         | +0 0001 028,      | +00029,18          |
| 2A240      | Poggiolo             | Commune monopolarisée | Corse-du-Sud | +0012,15         | +000 00095,       | +0 0007,82         |
| 2A253      | Quasquara            | Commune monopolarisée | Corse-du-Sud | +0006,11         | +000 00050,       | +0 0008,18         |
| 2A259      | Rezza                | Commune monopolarisée | Corse-du-Sud | +0013,46         | +000 00049,       | +0 0003,64         |
| 2A262      | Rosazia              | Commune monopolarisée | Corse-du-Sud | +0019,72         | +000 00081,       | +0 0004,11         |
| 2A266      | Salice               | Commune monopolarisée | Corse-du-Sud | +0021,89         | +000 00073,       | +0 0003,33         |
| 2A270      | Sari-d'Orcino        | Commune monopolarisée | Corse-du-Sud | +0022,09         | +00 000259,       | +00011,72          |
| 2A271      | Sarrola-Carcopino    | Commune monopolarisée | Corse-du-Sud | +0027,01         | +0 0001 801,      | +00066,68          |
| 2A295      | Sant'Andréa-d'Orcino | Commune monopolarisée | Corse-du-Sud | +0008,75         | +000 00071,       | +0 0008,11         |
| 2A312      | Santa-Maria-Siché    | Commune monopolarisée | Corse-du-Sud | +0010,67         | +00 000357,       | +00033,46          |
| 2A323      | Tavaco               | Commune monopolarisée | Corse-du-Sud | +0010,83         | +00 000226,       | +00020,87          |
| 2A324      | Tavera               | Commune monopolarisée | Corse-du-Sud | +0032,43         | +00 000336,       | +00010,36          |
| 2A326      | Tolla                | Commune monopolarisée | Corse-du-Sud | +0025,45         | +000 00098,       | +0 0003,85         |
| 2A330      | Ucciani              | Commune monopolarisée | Corse-du-Sud | +0028,36         | +00 000389,       | +00013,72          |
| 2A331      | Urbalacone           | Commune monopolarisée | Corse-du-Sud | +0008,25         | +000 00068,       | +0 0008,24         |
| 2A336      | Valle-di-Mezzana     | Commune monopolarisée | Corse-du-Sud | +0006,99         | +00 000217,       | +00031,04          |
| 2A345      | Vero                 | Commune monopolarisée | Corse-du-Sud | +0023,39         | +00 000351,       | +00015,01          |
| 2A351      | Villanova            | Commune monopolarisée | Corse-du-Sud | +0011,25         | +00 000307,       | +00027,29          |
| 2A360      | Zigliara             | Commune monopolarisée | Corse-du-Sud | +0012,85         | +00 000125,       | +0 0009,73         |
|            | Total                |                       |              | +1 001,86        | +00077 287,       | +00077,14          |